# Колос-д
«Колос»-д — российский футбольный клуб из Краснодара. Фарм-клуб «Колоса». Основан в 1993 году. До 1995 года носил название «Колос-2». Лучшее достижение в первенстве России — 16-е место во 2-й зоне второй лиги в 1993 году.

## История выступлений в первенстве России
| Год  | Турнир              | Место    | И  | В | Н | П  | Мячи  | Примечания            |
| ---- | ------------------- | -------- | -- | - | - | -- | ----- | --------------------- |
| 1993 | Вторая лига, зона 2 | 16 из 16 | 30 | 4 | 4 | 22 | 20-75 | Вылет в Третью лигу   |
| 1994 | Третья лига, зона 1 | 14 из 17 | 32 | 7 | 1 | 24 | 31-76 |                       |
| 1995 | Третья лига, зона 1 | —        | 13 | 4 | 1 | 8  | 13-23 | Снятие по ходу сезона |

1. ↑  Результаты матчей с участием команды «Колос»-д были аннулированы.

На заседании Бюро КДК ПФЛ 4 июля 1995 года команда была снята с первенства за фальсификацию документов (использование подставного игрока).
В 1996 году в Первенстве КФК в зоне «Кавказ» («Краснодарский край») принимала участие команда «Колос-Рапид», заняла 3-е место. На этапе Кубка России среди КФК в зоне «Краснодарский край» достигла 1/8 финала.